# Vassili Kochetchkine
Pour les articles homonymes, voir Kochetchkine.
Vassili Vladimirovitch Kochetchkine - en russe Василий Владимирович Кошечкин, en anglais Vasiliy Koshechkin - (né le 27 mars 1983 à Togliatti en URSS) est un joueur professionnel russe de hockey sur glace.

## Biographie

### Carrière en club
En 1998, il commence sa carrière avec l'équipe réserve du Lada Togliatti dans la Pervaïa liga, le troisième échelon russe. Il est choisi en 2002 au cours du repêchage d'entrée dans la Ligue nationale de hockey par le Lightning de Tampa Bay en 8e ronde, en 233e position,. Il est ensuite prêté à l'Olimpia Kirovo-Tchepetsk et au Neftianik Almetievsk pour avoir du temps de jeu dans la Vyschaïa liga. En 2003, il débute dans la Superliga avec l'équipe première du Lada. L'équipe remporte la Coupe Continentale 2006. Il part à l'Ak Bars Kazan en 2007, mais ne parvient pas à s'imposer comme titulaire. Néanmoins, l'Ak Bars remporte la Coupe Continentale 2008. En 2008, il revient au Lada qui intègre une nouvelle compétition en Eurasie, la Ligue continentale de hockey. Kochetchkine réalise huit blanchissages au cours de la saison régulière. Le 18 novembre 2009, le Lada qui connait des difficultés financières laisse partir son gardien au Metallourg Magnitogorsk. Il décroche la Coupe Gagarine 2014 et 2016 avec le Metallourg Magnitogorsk.

#### Équipes successives
- Lada Togliatti (Pervaïa liga) 1998-2002
- Olimpia Kirovo-Tchepetsk (Vyschaïa liga) 2002-2003
- Neftianik Almetievsk (Vyschaïa Liga) 2002-2003
- Lada Togliatti (Superliga) 2003-2007
- Ak Bars Kazan (Superliga) 2007-2008
- Lada Togliatti (KHL) 2008-2009
- Metallourg Magnitogorsk (KHL) 2009-2010
- Severstal Tcherepovets (KHL) 2010-2013
- Metallourg Magnitogorsk (KHL) depuis 2013 [3]

### Carrière internationale
Il représente la Russie au niveau international. Il a été médaillé de bronze au champion du monde 2007 et médaillé d'or en 2009.

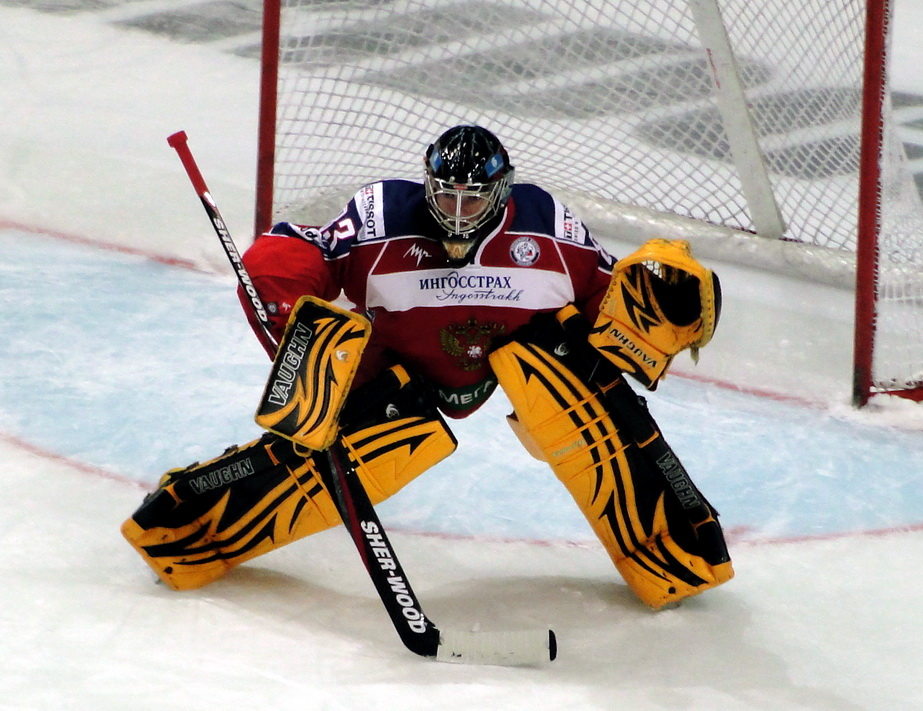
Kochetchekine avec l'équipe nationale.

## Trophées et honneurs personnels

### Coupe Karjala
- 2010 : nommé meilleur gardien.
- 2010 : nommé dans l'équipe type.

### Koubok Pervogo Kanala
- 2010 : nommé meilleur gardien.

### Ligue continentale de hockey
- 2013 : participe au cinquième Match des étoiles avec la conférence Ouest.
- 2013-2014 : nommé meilleur gardien.
- 2016-2017 : nommé meilleur gardien.
- 2016-2017 : nommé meilleur joueur des séries éliminatoires de la Coupe Gagarine.